# Lasiacis rhizophora
Lasiacis rhizophora là một loài thực vật có hoa trong họ Hòa thảo. Loài này được (E.Fourn.) Hitchc. ex Chase mô tả khoa học đầu tiên năm 1911.